# 戰略角色扮演遊戲

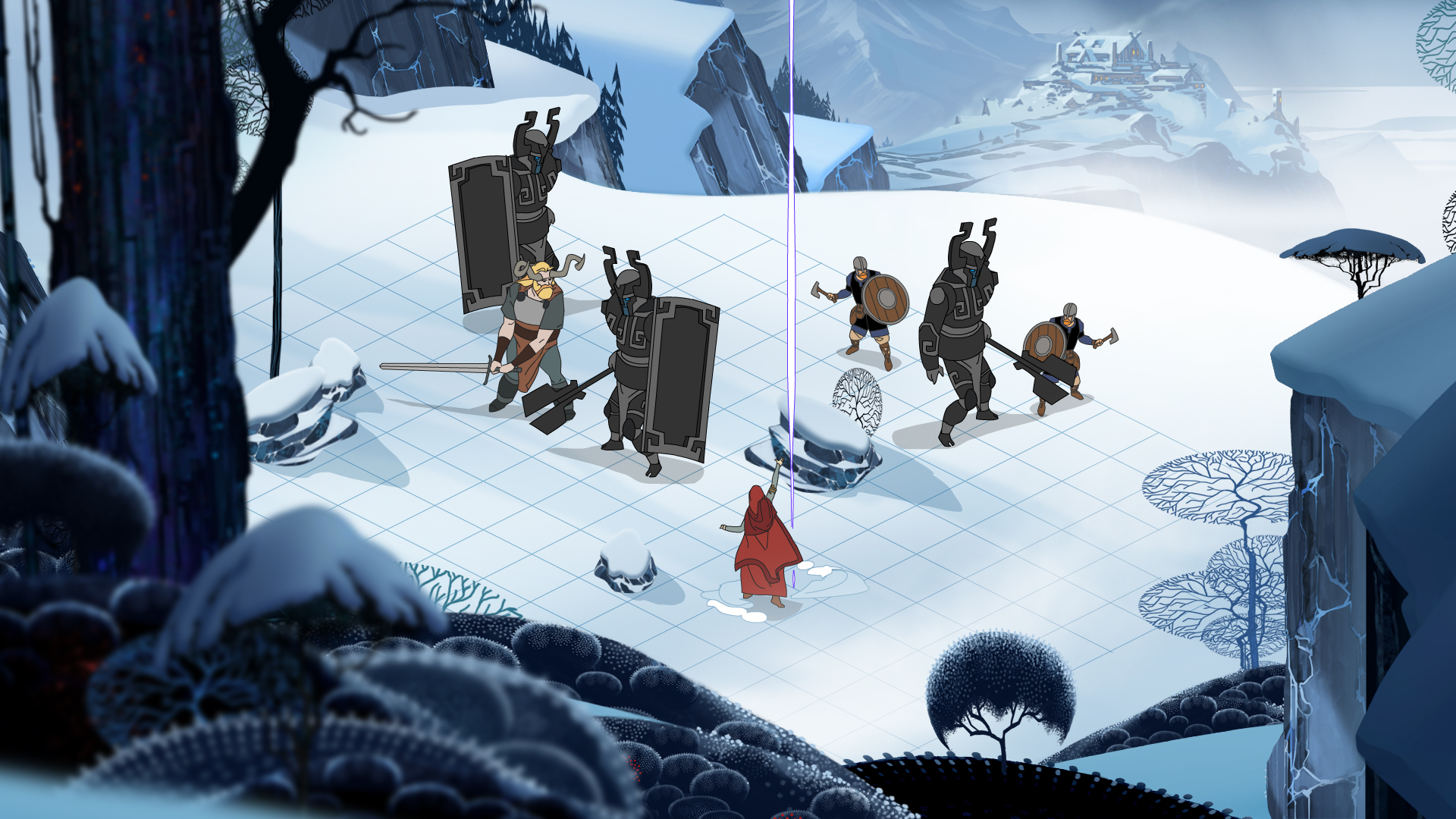
戰略角色扮演遊戲

戰略角色扮演遊戲，在日本称角色扮演模擬遊戲，在中文裏又稱戰棋類遊戲，英文簡稱SRPG或RSLG，最大特性在於戰鬥系統中擁有類似戰略遊戲的遊戲方式，以及具有類似角色扮演遊戲的劇情推演及人物成而去長。

## 名稱
它是日本公認的“戰爭模擬遊戲”的英文“strategy game”與日本的“RPG”之結合 ，RPG指的是電腦RPG，日文英文。
在英語世界，它被稱為“Tactical role-playing game”，即戰術角色扮演遊戲或戰略角色扮演遊戲的意思。國外說模擬RPG，都是指模擬遊戲和電腦RPG的融合遊戲。
欧式风格的通常更注重战略，日式风格更注重角色培养。

## 遊戲的基本形態
在戰爭模擬遊戲中，玩家移動的單位（部隊和士兵）只是簡單的“棋子”，關卡只處理特定的戰鬥，融合了棋子成長、連續使用等角色扮演遊戲元素。戰鬥類似於戰術兵棋，其中單位在地圖上移動以消滅敵軍。
關於兵種的成長，戰爭模擬僅限於兵種熟練度等簡單的循序漸進的成長，而模擬RPG則常見於電腦RPG中，成長系統多種多樣。
早期的 SRPG 是在個人計算機遊戲中誕生和發展的，其中戰爭遊戲的計算機化很流行。通過升級和強大的魔法引入成長元素的《怪物大師》就是一個代表性的例子。成為作品基礎的大戰略本是一款完整的戰爭遊戲，但在前作《幻想騎士》中將舞台改為幻想，並在1988年的第一部作品中成為了SRPG，此後該系列一直不斷使用成長的怪物，每個怪物的裝備，沉重的故事情節等逐漸加入。

## 戰棋遊戲列表

### 1980～1990年代初期
- 《半熟英雄》（1988年-）
- 《史瓦西》系列(1988 -)
- 《火焰之紋章黑龍與光之劍》（火焰之紋章系列）（1990 -）
- 超級機器人大戰系列（1991 -）
- 夢幻模擬戰系列（1991年-）
- 《巴哈姆特戰記》(1991)
- 只流血(1992)
- 光明與黑暗系列，又稱《閃耀力量》(1992 -)
- 皇家騎士團系列，又稱食人魔大戰系列（1993 -）
- 《英雄聖戰》，又稱《阿爾伯特奧德賽》(1993 -)
- 《機裝路加》(1993)
- 《魔人轉生》，又稱魔神轉生系列(1994 -)
- 《費德》(1994 -)

### 1990年代後期
- 三國英傑傳（英傑傳系列）（1995年-）
- 前線任務系列（1995 -）
- 賞金劍(1995 -)
- 弧扎拉德(1995 -)[1]
- 戰術食人魔(1995 -)
- 莧菜紅KH（莧菜紅系列）（1995）[2]
- 巴哈姆特潟湖(1996)
- 龍之力（1996 -）
- Vandal Hearts ~失落的古代文明~ (1996 -)
- 魔唤精灵系列（1997 -）
- 最終幻想戰略版系列（1997 -）
- 光譜力量(1997 -)
- 華帝大師(1997 -)
- 澤爾德納希爾德(1997)
- 黑色矩陣(1998 -)
- SD 高達 G世代(1998 -)
- 新一代機器人戰記Brave Saga（勇敢傳說系列）（1998年-）
- 封神演义爱藏版(1999)
- 梦幻骑士系列(1999 -)
- 日出英雄系列（1999年-）
- 天地劫：神魔至尊传（1999年）
- 风色幻想系列（1999年）

### 2000年代初期
- 召喚之夜系列(2000 -)
- 青龍騎雷刃(2000)
- 泪指轮传说系列（2001 -）
- 超級特攝大戰 2001 (2001)
- Medarot 導航(2001)
- 传颂之物系列 (2002 -)
- 隕石(2002)
- La Pucelle 光之聖女傳說(2002)
- VM JAPAN(2002)
- 魔界戰記魔界戰記系列（2003年－）
- 韦诺之战(2003)
- 灰鹰：邪恶元素神殿(2003)
- 幻影勇者(2004)
- 死神(2004)

### 2000年代後期
- 南夢宮 x 卡普空(2005)
- 狂想曲(2005)
- 皇冠之淚(2005-)
- 十二～戰國保真傳～ (2005)
- 公主联盟(2006)
- 夜光弧系列（2007-）
- ASH -ARCHAIC 密封熱 - (2007)
- 龍影咒(2007)
- 世界的靈魂搖籃吞噬者(2007)
- 荒野兵器XF(2007)
- 战场女武神系列(2008 -)
- 北欧女神 负罪者(2008)
- 噩梦骑士(2008)
- 國王物語（2009 -）
- 女神伊文祿惡魔倖存者（2009年－）
- 女王之刃螺旋混沌(2009 -)

### 2010年代
- 火焰同盟(2010)
- 光辉同盟(2011)
- 永恒之枪 -魔枪的军神与英雄战争-(2011)
- 精靈寶可夢 + 信長的野心(2012)
- 項目 X 區(2012-)
- 彈球戰記(2013)
- 自然主義(2014)
- 超級女英雄戰記(2014)
- Rance IX -赫爾曼革命-(2014)
- 超級英雄世代(2014)
- 禁忌麥格納(2014)
- 失落的維度(2014)
- 殺戮魅影(2014)
- 星輝(2015)
- 大王國(2015)
- 為了誰的鍊金術師(2016)
- 幽浮2 (2016)
- 低魔时代(2017)
- 神界：原罪2(2017)
- 神戰～超越時空～ (2017)
- 马力欧+疯狂兔子 王国之战(2017)
- Langrisser Mobile(2018)
- 最终幻想：勇气启示录 幻影战争(2019)

### 2020年代
- 勇者鬥惡龍機智(2020)
- 午夜陽光(2021)
- 千條之賦格(2021)
- 索拉斯塔：法师之冠(2021)
- 战争交响曲：尼菲林传奇(2022)
- 食屍奇遇餐(2022)
- 三角戰略(2022)
- 钢之炼金术师 Mobile(2022)
- 接力者(2022)
- 數碼寶貝求生(2022)
- Fairy Fencer F: Refrain Chord(2022)
- 馬里奧+兔子 銀河之戰(2022)
- Archeland(2022)
- 博德之门3(2023)

## 脚註
1. ↑  ただし『アークザラッドジェネレーション』はアクションロールプレイングゲームである。
2. ↑  ただし『KH』以外はアクションロールプレイングゲームである。